# Operazione Vega
Operazione Vega è un film per la televisione italiano del 1962 diretto da Vittorio Cottafavi. Tratto dall'omonimo radiodramma di Friedrich Dürrenmatt (nella traduzione di Italo Alighiero Chiusano), tratta con narrazione fantascientifica i temi della guerra fredda.

## Trama
In un imprecisato ma prossimo e distopico futuro, due confederazioni di segno ideologico opposto si sono spartite la Terra, e tentano entrambe la conquista del Sistema Solare. La colonia penale di Venere viene riadattata a base missilistica da una delle 2 superpotenze, che si prepara ad aggredire l'altra, scatenando una grave crisi internazionale. Tale progetto incontra, però, la ferma opposizione dei deportati, che ormai considerano la colonia penale venusiana come loro nuova patria, e non vogliono evacuarla per far posto alle installazioni militari.